# Constitutions de la république socialiste soviétique d'Azerbaïdjan
La république socialiste soviétique d'Azerbaïdjan a été fondée le 28 avril 1920 (avant d'être regroupée avec les RSS de Géorgie et d'Arménie au sein de la république socialiste fédérative soviétique de Transcaucasie du 12 mars 1922 au 5 décembre 1936). Elle connut trois Constitutions :
- la première Constitution a été adoptée le 19 mai 1921 lors du Congrès pan-soviétique d'Azerbaïdjan[1]. Une nouvelle version de celle-ci est ensuite adaptée à la Constitution soviétique de 1918 en 1921 et adoptée lors du quatrième Congrès pan-soviétique d'Azerbaïdjan le 14 mars 1925[1].
- la fin de la RSFS de Transcauasie en 1936 mène à une deuxième Constitution, adoptée en 1937 à partir de la Constitution soviétique de 1936 ; elle est approuvée le 14 mars 1937[1].
- la troisième et dernière constitution de la RSS d'Azerbaïdjan est adoptée le 21 avril 1978 et rédigée en fonction de la Constitution soviétique de 1977 ; avec cette troisième constitution, l'azéri devient la langue officielle de la république, alors qu'il n'était auparavant utilisé que de facto[1].

## Sources